# Сињска алка
Сињска алка је манифестација у виду витешке игре која се сваке године изводи у далматинском граду Сињу на годишњицу победе над турским освајачима 14. августа 1715. године када је 700 војника из тврђаве Сиња, успели одбити напад војске турског заповедника Сераскир Мехмед-паше Челића. Град је у то време био под влашћу Млетачке републике, али услед турске војничке премоћи они су град оставили. Тврђава са браниоцима се сама одупрла турској опсади. По народном предању Велика Госпа (Богородица) се појавила на тврђави, у време када је отпор посустајао, и почела жар да баца на Турке. Пометњу у турским редовима су искористили ускоци и нагнали непријатеља на бекство. Историјски извори говоре да се у ствари појавила болест куга у турској војсци, која је учинила своје.
Манифестација Сињска алка је 15. новембра 2010. године уписана на Унескову листу нематеријалног културног наслеђа света. Шимун Милиновић наводи податке да су некада ове витешке игре биле и у Задру, Имотском, Макарској...

## Правила
Алка је витешко надметање где јахач на коњу у пуном трку мора проћи тркалиштем дужине 160 m, (допуштено је време до 12 секунди) и покушава копљем погодити средиште малог гвозденог круга који се зове алка, а који се налази на висини од око 3,2 m изнад тла. Алка се састоји од два концентрична круга, где је мањи круг величине 3,54 cm, а већи 13,3 cm. Кругови су међусобно спојени преко три крака који спољашњу кружницу деле на три једнака поља. Циљ игре је скупити што више бодова у три покушаја.
Вредност појединих поља је различита, па горње поље изнад малог круга вреди 2 бода, док доња поља лево и десно доносе по 1 бод. Погодак у мали круг доноси три бода. Како су поља различите вредности из локалног наречја произашли су и посебни називи за њих. Погодак у доња два поља великог круга назива се „у један“, погодак у горње поље великог круга назива се „удва“, док се погодак у мали круг назива „у сриду“. Међутим, ако се и не погоди алка, уколико је алкар копљем додирнуо алку, каже се „уништа“, док ако алка остане нетакнута, каже се „промашио“.
Сваки погодак „у сриду“ уз самог алкара који је погодио, слави и целокупна публика, јер смисао самог надметања није само победити остале такмичаре, већ због саме тежине задатка, погодити што већи број срида, што изискује велику вештину и умеће алкара у руковању копљем, управљању коњем и оштром оку. Сваки погодак „у сриду“ слави се оглашавањем лимених инструмената и пуцњима из „мачкула“ - старинског топа.
Алка се користила у 17. и 18. веку као војничка вежба за коњицу која су носила копља, сличне игре одржавају се и у другим крајевима Хрватске (позната је „Трка на прстенац“) и Европе где постоји коњаничка традиција.

## Занимљивости
Андрија Качић Миошић наводи српско порекло данашње две познате алкарске породице, Грабовац и Вучковић. Грабовци су, по тим старим далматинским породичним предањима, потомци српског кнеза Лазара Грабљановића (Хребељановића) а Вучковићи су потомци Немањића. У историји Сињске алке, поред традиционалне борбе против Турака, постојао је и отпор хрватизацији. Били су лојајни Карађорђевићима и Орјуни. Алкарски војвода Вицко Грабовац се декларисао као Србин и још пре Шестојануарске диктатуре је забрањивао истицање хрватских обележја на алкарском тркалишту. Алкари нису никада били припадници ни усташа, ни домобранског покрета, а били су већином у партизанима, док су неки приступили и четницима Момчила Ђујића.